# نبرد ابوطلیح
نبرد ابوطُلَیح نبردی در روز ۱۷ ژانویه سال ۱۸۸۵ بین نیروهای استعماری امپراتوری بریتانیا و قوای نهضت مهدیون در وادی به همین نام در شمال خارطوم در سودان بود.
هفت ماه پس از محاصره ژنرال جورج گوردون توسط قوای نهضت مهدیون در خارطوم، بریتانیایی‌ها نیرویی را از قاهره عازم کردند تا محاصره را بشکند. این نیرو به فرماندهی ژنرال گارنت وُلسلی، در طول رود نیل راه خارطوم در ۱۳۰۰ کیلومتری جنوب را در پیش گرفت. ولسلی در محل پیچش نیل به سمت شرق ۱۸۰۰ شتر سوار به سرکردگی ژنرال هربرت استوارت از طریق صحرا روانه کرد. استوارت در وادی ابوطُلَیح در ۱۰۰ کیلومتری جنوب غربی الدامر، با حدود ۱۰ هزار نفر از قوای مهدیون برخورد کرد. در نبرد تن‌به‌تنی که روز ۱۷ ژانویه سال ۱۸۸۵ درگرفت سودانی‌ها با دادن بیش از هزار نفر تلفات شکست خوردند. تلفات نیروهای بریتانیایی-مصری ۱۶۸ نفر بود. بریتانیایی‌ها یازده روز بعد به خارطوم رسیدند اما دو روز پیش از آن گوردون به دست مهدیون کشته شده بود.